# HK Dinaburga
HK Dinaburga je klub ledního hokeje z lotyšského města Daugavpils. Tým byl založen v roce 2014.

## Historie
Lotyšské hokejové ligy se účastní od sezóny 2019/2020, a v této první ale pro covid nedohrané sezóně byl tým krátce před koncem základní části na 6. místě z 8 týmů. V následující sezóně skončil HK Dinaburga opět 6 ze 7 týmů.